# Groma (instrument de mesure)
Pour les articles homonymes, voir Groma (homonymie).

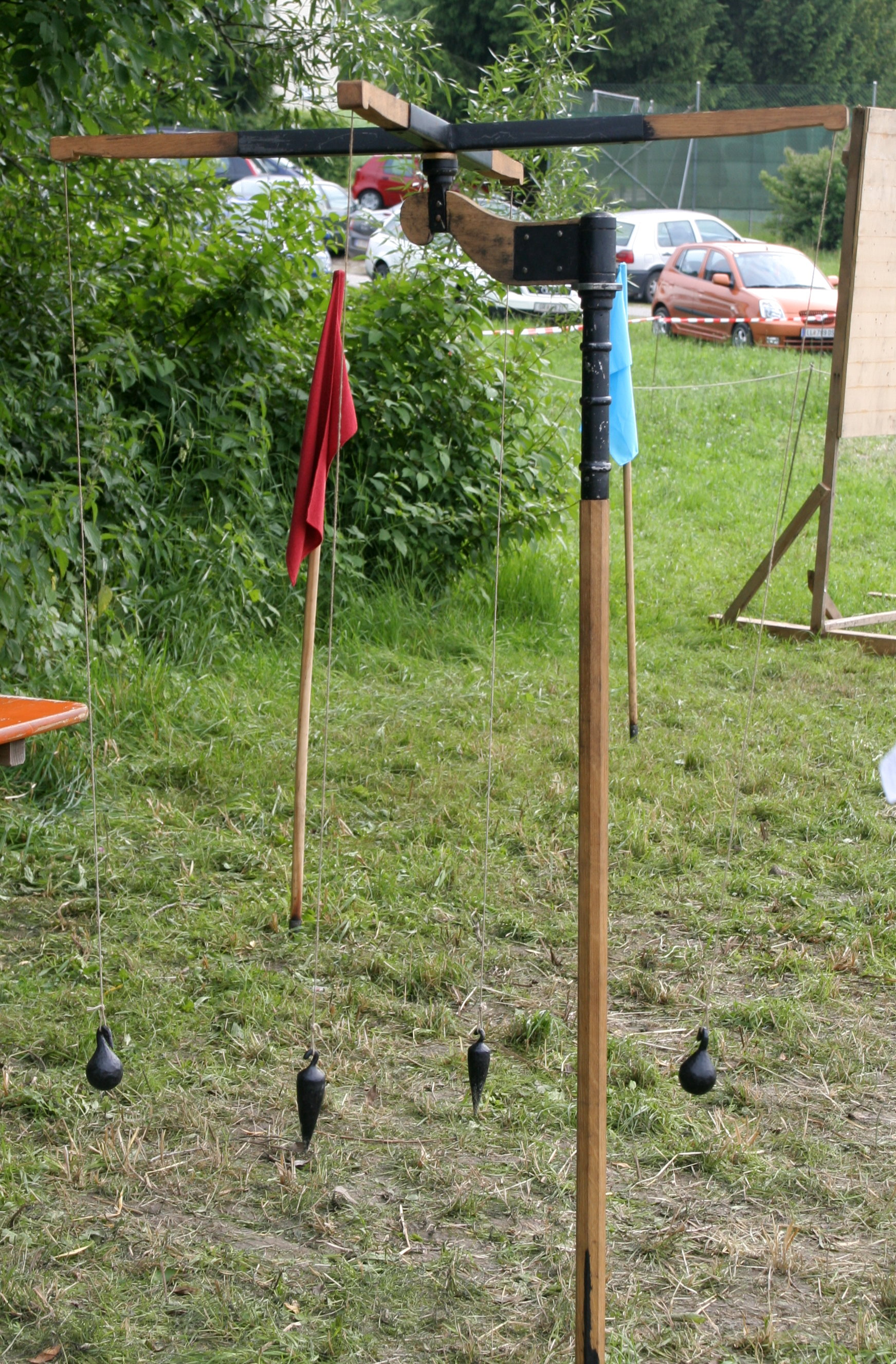
Une groma reconstituée.

La groma ou gruma (par déformation de l'étrusque (gn/gr), du mot grec gnomon (γνωμων) signifiant « équerre ») était l'appareil de levée essentiel des agrimenseurs de l'ancienne Rome. C'est un lointain ancêtre de l'équerrette des géomètres du XIXe siècle.

## Description
C'était une perche verticale supportant à son extrémité supérieure un croisillon monté sur un tourillon : le croisillon pouvait ainsi tourner dans le plan horizontal. Chaque bras du croisillon supportait à son extrémité un fil à plomb.
La groma servait à vérifier les alignements et la correction des directions perpendiculaires dans les rites du bornage étrusque de fondation des villes, puis dans les nombreux apports des Étrusques aux Romains.
Par abus de langage, il désigne également le centre d'un camp militaire romain ou le forum lors de la fondation d'une ville, à l'intersection du cardo et du decumanus, car l'angle droit formé par les directions de ces deux artères était vérifié à la groma par des agrimenseurs.